# Marc Hostili
Marc Hostili (en llatí Marcus Hostilius) va ser un magistrat romà. Formava part de la gens Hostília, que es deien descendents de Tul·li Hostili.
Va ser probablement triumvir. És conegut únicament perquè va canviar el lloc de la ciutat de Salàpia a la Pulla, que era a la vora d'una llacuna (Salapina Palus), lloc poc saludable, i la va portar a un nou lloc a uns 6 km de la costa. La llacuna va ser drenada i es va convertir en el nou port de la ciutat.